# GO!オスカル!X21
『GO!オスカル!X21』（ゴー!オスカル!エックスにじゅういち）は、テレビ朝日で2013年4月6日から2016年9月24日まで放送されていた毎月最終週を除く土曜日未明（金曜日深夜）バラエティ番組である。X21および剛力彩芽の初の冠番組でもある。
題名にある「オスカル」は、事務所名（オスカープロモーション）のフランス語読み。

## 概要
かつては2003年10月11日〜2006年9月23日に放送された『GIRLS A GOGO!美少女クラブ21』→『GIRLS A GOGO!美少女クラブ31』→『GIRLS A GOGO!』のリメイク版として司会は女優・歌手の剛力彩芽と『第13回国民的美少女コンテスト』ファイナリストで結成されたアイドルユニットX21が旬な情報を届けるバラエティ番組。毎月1回（多くは最終週）は『朝まで生テレビ!』を放送するため休止となる。
本番組は2016年9月24日を以て終了し、同年10月8日からは本番組の1コーナー『オスカル!はなきんランキング』をレギュラー番組化させた『オスカル!はなきんリサーチ』 が放送されている。

## 出演者

### レギュラー
- X21

### MC
- 剛力彩芽
- ヴェートーベン（第34回 - ）
- 宇佐美佑果（当時テレビ朝日アナウンサー）

### 過去のMC出演者
- うしろシティ（熊の着ぐるみを着ている）（第1回 - 33回）

### スタジオゲスト
- 武井咲（1回）、（2回）、（44回）スタジオゲスト
- 林丹丹（3回）スタジオゲスト
- 米倉涼子（19回）スタジオゲスト

### ロケゲスト
- ジェロ（12回）
- エイブラムさん （ラーメンアメリカ人）（21回）、（24回）、（26回）、（35回）、（45回）、（48回）
- 玉木宏（28回）
- ブライアンさん （ラーメンアメリカ人）（30回）、（32回）、（38回）、（41回）、（53回）
- 彦摩呂（31回）、（39回）、（56回）、（81回）、（82回）、（84回）、（87回）、（97回）、（100回）、（106回）、（107回）
- 小倉朋子 （31回）、（39回）
- ヴェートーベン（36回）、（81回）、（82回）
- 東貴博（Take2）（40回）、（47回）、（50回）、（51回）、（52回）、（55回）、（58回）、（64回）、（65回）、（69回）、（71回）、（78回）、（80回）、（86回）、（89回）、（93回）、（98回）、（103回）、（105回）
- 米倉涼子（54回）
- 児嶋一哉（アンジャッシュ）（54回）、（57回）、（60回）、（63回）、（70回）、（75回）、（76回）、（88回）、（90回）、（92回）、（104回）
- 内藤理沙（59回）、（72回）、（77回）、（84回）
- 白鳥久美子（たんぽぽ）（62回）
- 井上裕介（NON STYLE）（68回）、（72回）、（77回）、（85回）
- 小芝風花（68回）
- 上戸彩（74回）
- ヒデ（ペナルティ）（74回）、（91回）、（94回）、（96回）
- 渡部篤郎（75回）
- 剛力彩芽（75回）、（81回）、（82回）
- 原幹恵（84回）
- 花岡なつみ（84回）
- 鈴木拓（ドランクドラゴン）（95回）
- 堀田茜（95回）

## 放送日・企画
| 2013年 | 2013年   | 2013年                                                                                                   | 2013年 |
| 回     | 放送日   | ロケ企画                                                                                                 | スタジオ企画 |
| ------ | -------- | --- | --- |
| 1      | 4月6日   | 大好物の日本一を食べよう!                                                                                | X21メンバーのニックネームを決めておこう! |
| 2      | 4月13日  | 大好物の日本一を食べよう!                                                                                | X21メンバーのニックネームを決めておこう! |
| 3      | 4月20日  | 大吉!X21 吉本実憂・松田莉奈・山﨑紗彩がおみくじで運試し! 大吉を出せるのか?                               | X21メンバーのニックネームを決めておこう! |
| 4      | 5月4日   | X21は美少女パワーでラーメン店の頑固オヤジを笑顔にできるのか?                                             | あらゆるもののセンスを見究める オンナを磨け!ダイヤモンドセンス 〜3つの選択肢から最もセンスがいいものを見抜くことができるか?〜                              |
| 5      | 5月11日  | 大好物の日本一を食べよう!                                                                                | 剛力先輩に悩みを相談しよう! |
| 6      | 5月18日  | 美少女実験室! X21 美少女パワーでラーメン店の頑固オヤジを笑顔にできるのか?                                | ドッキリ企画!フリースローX21 連続ゴールで剛力彩芽が登場!                                                                                                   |
| 7      | 5月25日  | ロケ企画なし                                                                                             | あらゆるもののセンスを見究める・オンナを磨け!ダイヤモンドセンス 〜3つの選択肢の中から最もセンスがいいものを見抜くことができるのか?〜                       |
| 8      | 6月8日   | 電車で剛力!X21・りんかい線編 初のお披露目イベント報告                                                    | スタジオ企画なし |
| 9      | 6月22日  | 美少女実験室〜美少女が話題のコスメグッズで大変身!?〜                                                     | あらゆるもののセンスを見究める オンナを磨け!ダイヤモンドセンス 〜3つの選択肢から最もセンスがいいものを見抜くことができるか?〜                              |
| 10     | 7月6日   | 電車で剛力!X21〜都電荒川線編〜                                                                           | 剛力彩芽&X21のヘアメイクセンスをチェック! 剛力彩芽がデビュー曲披露! 2013年7月13日 X21 2ndイベント開催決定!                                                 |
| 11     | 7月13日  | 電車で剛力!X21〜都電荒川線編〜                                                                           | 剛力彩芽がデビュー曲披露! 2013年7月13日 X21 2ndイベント開催決定! 2013年7月14日 剛力彩芽 CDリリース記念ミニライブ&握手会が開催決定!                         |
| 12     | 8月17日  | 新企画!若者に大人気のニューエラのシールとX21 〜キャップのシールを剥がして私たちのシールを貼っちゃおう!〜 | スタジオ企画なし |
| 13     | 8月24日  | 美少女実験室〜美少女は幽霊画を見ても美少女でいられるのか?〜                                              | 幽霊画 衝撃度ランキング |
| 14     | 9月7日   | 大好物の日本一を食べよう!                                                                                | あらゆるもののセンスを見究める オンナを磨け!ダイヤモンドセンス 〜3つの選択肢から最もセンスがいいものを見抜くことができるか?〜                              |
| 15     | 9月14日  | ニューエラのシールとX21 〜キャップのシールを剥がして私たちのシールを貼っちゃおう!〜                      | あらゆるもののセンスを見究める オンナを磨け!ダイヤモンドセンス 〜3つの選択肢から最もセンスがいいものを見抜くことができるか?〜                              |
| 16     | 9月21日  | 有名人が通う美味しいお店にサインを飾りたい!                                                              | スタジオ企画なし |
| 17     | 10月5日  | 電車で剛力!X21〜小田急線編〜                                                                             | スタジオ企画なし |
| 18     | 10月12日 | 一流芸能人のサインがたくさんあるお店に行って絶品グルメを食べよう!                                        | 剛力先輩のお悩み相談コーナー |
| 19     | 10月19日 | 大好物の日本一を食べよう! ドクターX21                                                                    | 剛力先輩のお悩み相談コーナー |
| 20     | 11月9日  | 電車で剛力!X21〜京王井の頭線編〜                                                                         | 剛力先輩のお悩み相談コーナー |
| 21     | 11月16日 | 英語ONLY X21 ラーメン編 第一弾 美味しい物を食べながら、楽しく英語を学ぼう!                               | あらゆるもののセンスを見究める オンナを磨け!ダイヤモンドセンス 〜3つの選択肢から最もセンスがいいものを見抜くことができるか?〜 剛力先輩のお悩み相談コーナー |
| 22     | 12月7日  | 有名人が通う美味しい!お店にサインを飾りたい!                                                             | 月刊ヒーローズ コラボ企画 剛力先輩のお悩み相談コーナー |
| 23     | 12月14日 | 電車で剛力!X21〜京成線編〜                                                                               | 剛力先輩のお悩み相談コーナー |
| 24     | 12月21日 | 英語ONLY X21〜ラーメン編 第二弾 美味しい物を食べながら、楽しく英語を学ぼう!                              | 剛力先輩のお悩み相談コーナー |

| 2014年                                                      | 2014年   | 2014年                                                                                | 2014年 |
| 回                                                          | 放送日   | ロケ企画                                                                              | スタジオ企画 |
| ----------------------------------------------------------- | -------- | ------------------------------------------------------------------------------------- | --- |
| 25                                                          | 1月11日  | 人力車で剛力!X21〜 X21が剛力先輩のために人力車で“お持ち帰りグルメ”探しの旅!           | 剛力先輩のお悩み相談コーナー |
| 26                                                          | 1月18日  | 英語ONLY X21鍋編〜 美味しい物を食べながら、楽しく英語を学ぼう!                        | スタジオ企画なし |
| 27                                                          | 1月25日  | ロケ企画なし。                                                                        | X21重大発表!〜CDデビュー選抜メンバー 12名決定 NEWS X21 デビューシングル・イベント情報の発表                                                               |
| 28                                                          | 2月8日   | 私の好きな手土産X21 ドラマの撮影で忙しい剛力先輩と玉木宏さんに差し入れをしたーい!     | NEWS X21 （デビュー曲レコーディングの密着風景） |
| 29                                                          | 2月15日  | 有名人が通う美味しいお店にサインを飾りたい!                                           | 剛力彩芽2ndシングル披露 NEWS X21 （デビュー曲MV撮影の密着風景）                                                                                           |
| 30                                                          | 2月22日  | 英語オンリー X21 ラーメン編 第三弾 美味しい物を食べながら、楽しく英語を学ぼう!        | NEWS X21 |
| 31                                                          | 3月8日   | 国民的美少女による 国民的食べにくいモノの国民的マナー第1弾                            | 踊る!オスカル!X21 （アーケードゲーム「Dance Evolution」を使ったダンスバトル）                                                                             |
| 32                                                          | 3月15日  | 英語オンリー X21 ラーメン編 第四弾 〜美味しい物を食べながら、楽しく英語を学ぼう!      | X21デビュー曲スタジオ初披露 NEWS X21 X21最新情報 第14回国民的美少女コンテスト告知                                                                         |
| 33                                                          | 3月22日  | 人力車で剛力X21〜鎌倉編 〜X21が剛力先輩のために人力車で“お持ち帰りグルメ”探しの旅!    | X21デビュー曲披露 （予約イベント初出陣およびデビュー曲スタジオ初披露の際の、 両バックステージ風景をインサート） NEWS X21 第14回国民的美少女コンテスト告知 |
| 34                                                          | 4月5日   | 憧れの『L♥DK』でキュンキュンしたい!                                                   | NEWS X21 剛力彩芽主演 映画「L♥DK」4/12全国公開! X21の2ndシングル 6/25発売決定!                                                                            |
| 35                                                          | 4月12日  | 英語オンリー X21 ラーメン編 第五弾 美味しい物を食べながら、楽しく英語を学ぼう！       | NEWS X21 X21が始球式に挑戦! |
| 36                                                          | 4月19日  | 富裕層が通う超高級焼肉店に行っちゃおう!第一弾                                         | NEWS X21 girlsAward2014モデル出演情報（小澤・吉本・若山） girlsAward2014オープニングアクト出演情報（X21・剛力彩芽主演）                                   |
| 37                                                          | 5月3日   | 憧れの『L♥DK』でキュンキュンしたい!第二弾                                             | NEWS X21 |
| 38                                                          | 5月10日  | 英語オンリー X21 ラーメン編 第六弾 美味しい物を食べながら、楽しく英語を学ぼう!        | NEWS X21 |
| 39                                                          | 5月17日  | 国民的美少女による 国民的食べにくいモノの国民的マナー第2弾                            | 2014年春 人気ファッションアイテム おしゃれさんなら知ってて当然!マジ売れベスト5!                                                                           |
| 40                                                          | 5月24日  | 富裕層が通う超高級焼肉店に行っちゃおう!第二弾                                         | NEWS X21 |
| 41                                                          | 6月7日   | 英語オンリー X21 ラーメン編 第七弾 美味しい物を食べながら、楽しく英語を学ぼう!        | 剛力彩芽が試食！女性に大人気の秘訣は? X21セカンドシングル恋する夏!スタジオ披露 剛力彩芽が大人気の映画を吹き替え                                           |
| （6月14日は「全米オープンゴルフ中継のため休止）             |          |                                                                                       | |
| 42                                                          | 6月21日  | 憧れの『L♥DK』でキュンキュンしたい!第三弾                                             | X21セカンドシングル恋する夏!スタジオ披露 X21セカンドシングル恋する夏!（予約）イベント情報                                                                 |
| 43                                                          | 7月5日   | X21の2ndシングル発売の舞台裏密着                                                      | スタジオ企画なし |
| （7月12日は「全英リコー女子オープンゴルフ」中継のため休止） |          |                                                                                       | |
| （7月19日は「全英オープンゴルフ」中継のため休止）           |          |                                                                                       | |
| 44                                                          | 8月2日   | ロケ企画なし                                                                          | ユニーク野菜&フルーツを食べてみよう!! 野菜&フルーツクイズ第一弾                                                                                           |
| 45                                                          | 8月9日   | 英語オンリーX21 夏限定メニュー編                                                      | NEWS X21 |
| 46                                                          | 8月16日  | 憧れの『L♥DK』でキュンキュンしたい!第四弾                                             | NEWS X21 |
| 47                                                          | 8月23日  | 富裕層が通う超高級焼肉店に行っちゃおう!第三弾                                         | NEWS X21 |
| 48                                                          | 9月6日   | 英語オンリーX21 ニューオープンのお店巡り!                                             | X21 3rdシングル「ハッピーアプリ」スタジオ初披露 |
| 49                                                          | 9月13日  | 憧れの『L♥DK』でキュンキュンしたい!第五弾                                             | X21 3rdシングル「ハッピーアプリ」9月24日発売! リリース記念予約イベント（ミニライブや握手会）開催決定!                                                     |
| 50                                                          | 9月20日  | 富裕層が通う超高級焼肉店に行っちゃおう!第四弾                                         | X21 3rdシングル「ハッピーアプリ」9月24日発売! |
| 51                                                          | 10月4日  | 富裕層が通う超高級焼肉店に行っちゃおう!第五弾                                         | 剛力彩芽 3rdシングル「くやしいけど大事な人」スタジオ初披露                                                                                                |
| 52                                                          | 10月11日 | 富裕層が通う超高級焼肉店に行っちゃおう!第六弾                                         | NEWS X21 |
| 53                                                          | 10月18日 | 英語オンリーX21 ニューオープンのつけ麺編                                              | NEWS X21 |
| 54                                                          | 10月25日 | Doctor-X21 差し入れ?私失敗しないので!                                                 | NEWS X21 |
| 55                                                          | 11月1日  | 富裕層が通う超高級洋食店に行っちゃおう!!第七弾                                        | NEWS X21 |
| （11月8日は「朝まで生テレビ!」のため休止）                  |          |                                                                                       | |
| 56                                                          | 11月15日 | 朝からガッツリめし                                                                    | NEWS X21 |
| 57                                                          | 11月22日 | 「じゃない方グルメ」お店のメイン“じゃない”けど 大人気のメニューをいただきます。       | NEWS X21 |
| 58                                                          | 12月6日  | 富裕層が通う超高級洋食店に行っちゃおう!!第八弾                                        | X21 4thシングル「Xギフト」スタジオ初披露 |
| 59                                                          | 12月13日 | 憧れの『L♥DK』でキュンキュンしたい!第六弾 絶景の見える物件特集                        | NEWS X21 吉本実憂映画発出演作ゆめはるか宣伝 X21 4thシングル「Xギフト」スタジオ披露                                                                        |
| 60                                                          | 12月20日 | 「じゃない方グルメ」お店のメイン“じゃない”けど 大人気のメニューをいただきます。第二弾 | NEWS X21 X21 4thシングル「Xギフト」スタジオ披露 X21 4thシングル「Xギフト」12月3日ららぽーと豊洲リリースイベント                                           |
| 61                                                          | 12月27日 | みんなで選んだグルメランキング                                                        | みんなで選んだグルメランキングの物を試食 X21 4thシングル「Xギフト」スタジオ披露                                                                           |

| 2015年                                                   | 2015年   | 2015年                                                                                 | 2015年 |
| 回                                                       | 放送日   | ロケ企画                                                                               | スタジオ企画 |
| -------------------------------------------------------- | -------- | -------------------------------------------------------------------------------------- | --- |
| 62                                                       | 1月10日  | 富裕層が通う超高級サロンに行っちゃおう!!第九弾                                         | NEWS X21 |
| 63                                                       | 1月17日  | 「じゃない方グルメ」お店のメイン“じゃない”けど 大人気のメニューをいただきます。第三弾  | スタジオ企画なし |
| 64                                                       | 1月24日  | 富裕層が通う超高級肉料理店に行っちゃおう!第十弾（前編）                                | スタジオ企画なし |
| 65                                                       | 2月7日   | 富裕層が通う超高級肉料理店に行っちゃおう!第十弾（後編）                                | スタジオ企画なし |
| 66                                                       | 2月14日  | 憧れの『L♥DK』でキュンキュンしたい!第七弾 バレンタインSP                               | スタジオ企画なし |
| 67                                                       | 2月21日  | ロケ企画なし                                                                           | ベジフルQ!X21 |
| 68                                                       | 3月7日   | 大女優X21第一弾〜レンコン畑編〜                                                        | スタジオ企画なし |
| 69                                                       | 3月14日  | 富裕層が通う超高級料理店に行っちゃおう!第11弾                                          | スタジオ企画なし |
| 70                                                       | 3月21日  | 「じゃない方グルメ」お店のメイン“じゃない”けど 大人気のメニューをいただきます。第四弾  | NEWS X21 3月18日発売中のX21初の映像作品「X21 FIRST LIVE & DOCUMENT vol.1」情報 X21 FIRST LIVE & DOCUMENT vol.1」リリ-スイベント 3月21日越谷レイクタウンと、3月22日昭島モリタウン情報                                                                                             |
| 71                                                       | 4月4日   | 富裕層が通う超高級肉料理店に行っちゃおう!第12弾                                        | 剛力彩芽主演ドラマ情報 4月10日開始金曜ナイトドラマ天使と悪魔-未解決事件匿名交渉課-情報 剛力彩芽ワガママは大事な人スタジオ披露 |
| 72                                                       | 4月11日  | 大女優X21第二弾〜豆腐店編〜                                                            | 剛力彩芽ワガママは大事な人スタジオ披露 吉本実憂出演4月16日開始ドラマ木曜ドラマアイムホーム情報 |
| 73                                                       | 4月18日  | CDと物々交換X21                                                                        | 剛力彩芽主演ドラマ情報 金曜ナイトドラマ天使と悪魔-未解決事件匿名交渉課-情報 X21 1stアルバム4月29日発売 「少女X」スタジオ初披露 |
| 74                                                       | 5月2日   | 上戸彩と富裕層ケータリング対決!                                                        | X21 1stアルバム4月29日発売 「少女X」スタジオ披露 上戸彩・吉本実憂、出演ドラマ木曜ドラマアイムホーム宣伝 |
| 75                                                       | 5月9日   | 金曜ナイトドラマ天使と悪魔-未解決事件匿名交渉課-とX21 絶対に失敗しない差し入れ交渉課！ | 金曜ナイトドラマ天使と悪魔-未解決事件匿名交渉課-宣伝 |
| 76                                                       | 5月16日  | 「じゃない方グルメ」お店のメイン“じゃない”けど 大人気のメニューをいただきます。第五弾  | スタジオ企画なし |
| 77                                                       | 5月23日  | 大女優X21第三弾〜酪農編〜                                                              | スタジオ企画なし |
| 78                                                       | 6月6日   | 富裕層が通う超高級焼肉店に行っちゃおう!第13弾                                          | スタジオ企画なし |
| 79                                                       | 6月13日  | 鎌倉で、ファン層拡大の為にX21をPR!〜物々交換X21                                        | スタジオ企画なし |
| 80                                                       | 6月20日  | 富裕層が通う超高級肉料理店に行っちゃおう!第14弾〜東MAX SP                              | NEWS X21 X21ニューシングル&ワンマンライブ決定情報 9月23日5thシングル発売! 9月26日ZEPP Diver city（TOKYO）で開催決定! |
| 81                                                       | 7月4日   | スタジオ飛び出し!富裕層バーベキューX21 前編                                            | スタジオ企画なし |
| 82                                                       | 7月11日  | スタジオ飛び出し!富裕層バーベキューX21 後編                                            | スタジオ企画なし |
| （7月18日は「全英オープンゴルフ」中継のため休止）        |          |                                                                                        | |
| （7月25日は「朝まで生テレビ!」のため休止）               |          |                                                                                        | |
| （8月1日は「全英リコー女子オープンゴルフ中継のため休止） |          |                                                                                        | |
| 83                                                       | 8月8日   | 肉横丁で一番人気メニューX21                                                            | NEWS X21 X21 5thシングル「YOU-kIのパレード」発売! ノルマを達成しないと無期限停止! 7月24日仙台、5thシングル「YOU-kIのパレード」予約イベント X21 2ndワンマンLIVE、9月26日ZEPP DIVER CITY（TOKYO）イベント情報 8月8日オスカ-プロモーション夏祭り情報                                |
| （8月15日は「朝まで生テレビ!」のため休止）               |          |                                                                                        | |
| 84                                                       | 8月22日  | 富裕層が通う第15弾イタリアン編                                                         | NEWS X21 X21 5thシングル9月23日発売「YOU-kIのパレード」情報 X21 2ndワンマンLIVE、9月26日ZEPP DIVER CITY（TOKYO）イベント情報 7月25日宇都宮駅前ショッピングモ-ル発売予約会イベント 9月2日発売、剛力彩芽 4thシングル「相合傘」スタジオ初披露                                       |
| 85                                                       | 8月29日  | ぷっすま出演をかけて、激辛絶品料理X21                                                  | NEWS X21 X21 5thシングル9月23日発売「YOU-kIのパレード」情報 X21 2ndワンマンLIVE、9月26日ZEPP DIVER CITY（TOKYO）イベント情報 9月2日発売、剛力彩芽 4thシングル「相合傘」スタジオ披露                                                                                              |
| 86                                                       | 9月5日   | 富裕層が通う第16弾 肉料理編                                                            | NEWS X21 X21 5thシングル9月23日発売「YOU-kIのパレード」情報 X21 2ndワンマンLIVE、9月26日ZEPP DIVER CITY（TOKYO）イベント情報 9月2日発売、剛力彩芽 4thシングル「相合傘」スタジオ披露                                                                                              |
| 87                                                       | 9月12日  | 富裕層が通う第17弾 中華料理店編                                                        | NEWS X21 X21 5thシングル9月23日発売「YOU-kIのパレード」情報 「YOU-kIのパレード」非選抜8人のイベント X21「YOU-kIのパレード」スタジオ初披露 |
| 88                                                       | 9月19日  | 「じゃない方グルメ」お店のメイン“じゃない”けど 大人気のメニューをいただきます。第六弾  | NEWS X21 X21 5thシングル9月23日発売「YOU-kIのパレード」情報 X21「YOU-kIのパレード」スタジオ披露 「YOU-kIのパレード」静岡・大阪・愛知・福島・神奈川・埼玉・茨城などのイベント 「YOU-kIのパレード」秋葉原ビラ配り X21 2ndワンマンLIVE、9月26日ZEPP DIVER CITY（TOKYO）イベント情報 |
| 89                                                       | 10月3日  | 富裕層が通う第18弾 高級肉料理編                                                        | NEWS X21 5thシングル9月23日発売「YOU-kIのパレード」ランキング発表 |
| 90                                                       | 10月10日 | 新企画!アンジャッシュの児島のわたべ歩き                                                | スタジオ企画なし |
| 91                                                       | 10月17日 | 新企画!富裕層の豪邸潜入!                                                               | スタジオ企画なし |
| 92                                                       | 10月24日 | アンジャッシュの児島のわたべ歩き 第二弾                                                | スタジオ企画なし |
| 93                                                       | 10月31日 | 富裕層が通う第19弾 高級肉料理編                                                        | スタジオ企画なし |
| （11月7日は「朝まで生テレビ!」のため休止）               |          |                                                                                        | |
| 94                                                       | 11月14日 | 富裕層の豪邸潜入! 第二弾                                                               | スタジオ企画なし |
| 95                                                       | 11月21日 | 「じゃない方グルメ」お店のメイン“じゃない”けど 大人気のメニューをいただきます。第7弾   | NEWS X21 ゲスト「堀田茜」主演ドラマ「遺産相続」の番宣 X21 6thシングル12月2日発売「マジカル☆キス」スタジオ初披露 |
| 96                                                       | 12月5日  | 超悶絶！激辛グルメX21                                                                  | NEWS X21 X21 6thシングル12月2日発売「マジカル☆キス」スタジオ披露 |
| 97                                                       | 12月12日 | 彦摩呂と行く！旨せま団体ツアー                                                         | NEWS X21 X21 6thシングル12月2日発売「マジカル☆キス」スタジオ披露 |
| 98                                                       | 12月19日 | 下町のプリンス 東MAXが行きたいイタリアン                                               | スタジオ企画なし |
| 99                                                       | 12月26日 | みんなで選んだ!食べてみたいランキング2015                                              | スタジオ企画なし |

| 2016年                                                | 2016年           | 2016年                                                                           | 2016年 |
| 回                                                    | 放送日           | ロケ企画                                                                         | スタジオ企画                                                                                               |
| ----------------------------------------------------- | ---------------- | -------------------------------------------------------------------------------- | --- |
| 100                                                   | 1月9日           | 彦摩呂と行く!旨せま団体ツアー第二弾                                              | スタジオ企画なし                                                                                           |
| 101                                                   | 1月16日          | 食レポ向上委員会〜激辛編                                                         | スタジオ企画なし                                                                                           |
| 102                                                   | 1月23日          | アンジャッシュの児島のわたべ歩き 第三弾                                          | スタジオ企画なし                                                                                           |
| （2月6日は「朝まで生テレビ!」のため休止）             |                  |                                                                                  | |
| 103                                                   | 2月13日          | 富裕層が通う第19弾 下町名店鍋編                                                  | スタジオ企画なし                                                                                           |
| 104                                                   | 2月20日          | アンジャッシュの児島のわたべ歩き 第四弾                                          | NEWS X21 X21 7thシングル小室哲哉作詞・作曲の 3月30日発売「約束の丘」音源＆TV初解禁                         |
| 105                                                   | 3月5日           | 富裕層が通う第20弾 高級焼肉編                                                    | NEWS X21 X21 7thシングル小室哲哉作詞・作曲の 3月30日発売「約束の丘」スタジオ披露                           |
| （3月12日は「朝まで生テレビ!」のため休止）            |                  |                                                                                  | |
| 106                                                   | 3月19日          | 彦摩呂と行く!旨せま団体ツアー第三弾                                              | NEWS X21 X21 7thシングル小室哲哉作詞・作曲の 3月30日発売「約束の丘」スタジオ披露                           |
| 107                                                   | 4月2日           | 東MAXとX21新メンバーが通う第21弾 高級肉料理編                                    | NEWS X21 X21新メンバースタジオ登場 X21 7thシングル小室哲哉作詞・作曲の 3月30日発売「約束の丘」スタジオ披露 |
| 108                                                   | 4月9日           | 彦摩呂と行く!旨せま団体ツアー第四弾                                              | NEWS X21 X21新メンバーが初参加の X21 7thシングル小室哲哉作詞・作曲の 3月30日発売「約束の丘」LIVE情報       |
| 109                                                   | 4月16日 →4月23日 | お店に入ったら 英語オンリーX21                                                   | |
| 110                                                   | 5月7日           | ようこそ!オスカルカフェ                                                          | |
| 111                                                   | 5月14日          | 彦摩呂と行くできたてロケ弁ツアー                                                 | |
| 112                                                   | 5月21日          | お店に入ったら 英語オンリーX21                                                   | |
| 113                                                   | 6月4日           | オスカルはなきんランキング                                                       | |
| 114                                                   | 6月11日          | 富裕層が通う高級肉料理店                                                         | |
| （6月18日は「全米オープンゴルフ中継のため休止）       |                  |                                                                                  | |
| （6月25日は「朝まで生テレビ!」のため休止）            |                  |                                                                                  | |
| 115                                                   | 7月2日           | お店に入ったら 英語オンリーX21                                                   | |
| 116                                                   | 7月9日           | 富裕層が通う高級肉料理店に行っちゃおう！〜白金編〜                               | |
| （7月16日は「全英オープンゴルフ」中継のため休止）     |                  |                                                                                  | |
| 117                                                   | 7月23日          | はなきんオスカル ティ−ンズ ランキング!                                           | |
| （7月30日は「全英女子オープンゴルフ」中継のため休止） |                  |                                                                                  | |
| （8月6日は「朝まで生テレビ!」のため休止）             |                  |                                                                                  | |
| 118                                                   | 8月13日          | 富裕層が通う高級肉料理店に行っちゃおう!& 富裕層が通う街 六本木 肉料理SP 夏祭り編 | |
| 119                                                   | 8月20日          | お店に入ったら 英語オンリーX21                                                   | |
| （8月27日は「朝まで生テレビ!」のため休止）            |                  |                                                                                  | |
| 120                                                   | 9月3日           | 富裕層が通う高級肉料理店に行っちゃおう!                                          | |
| 121                                                   | 9月10日          | じゃない方グルメ                                                                 | |
| 122                                                   | 9月17日          | ラーメンアメリカ人がオススメのお店ランキング                                     | |
| 123 （最終回）                                        | 9月24日          | 富裕層が通う高級肉料理店に行っちゃおう！スペシャル                               | |